# Karl-Borromäus-Kapelle (Markt)

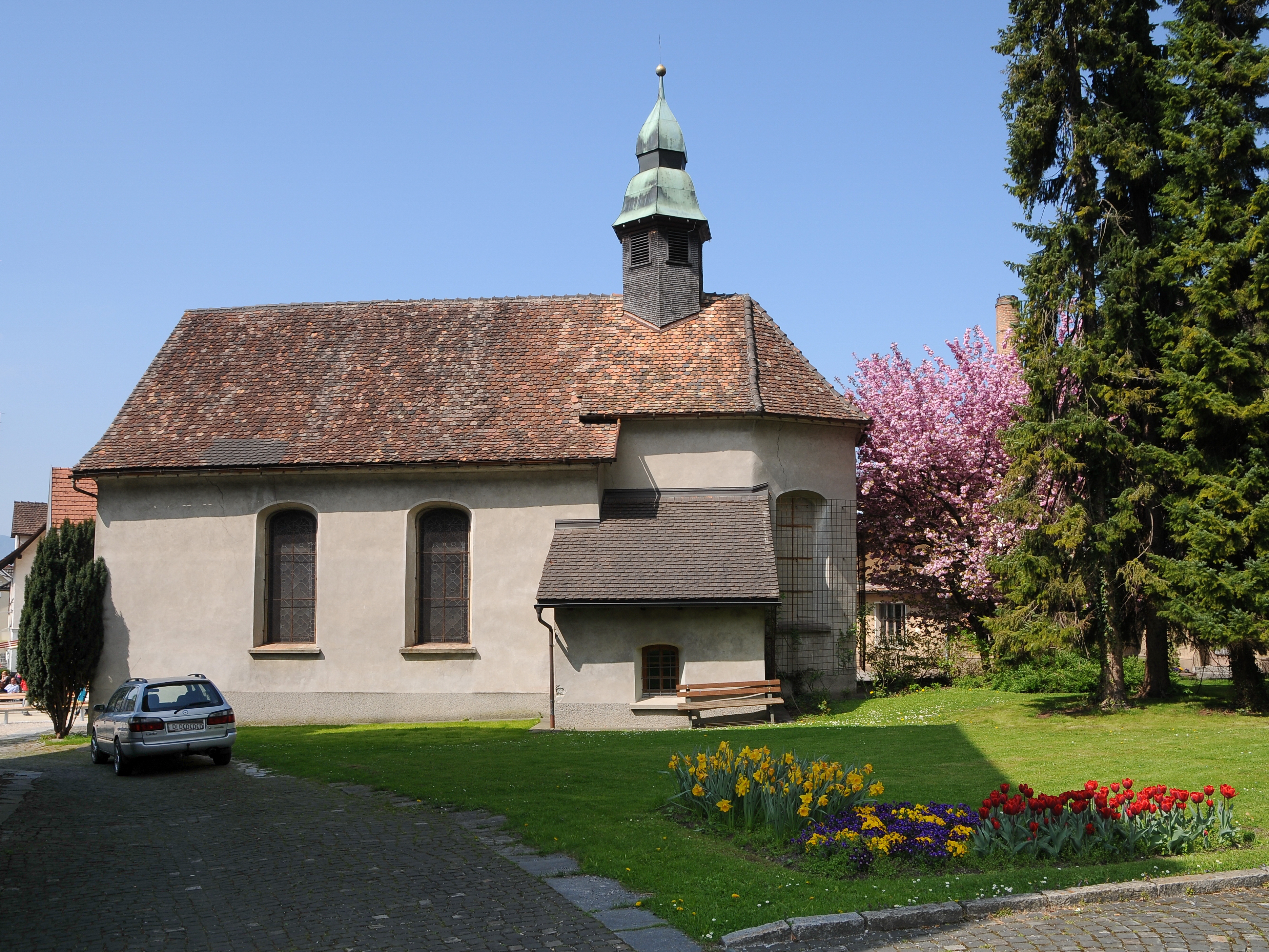
Kapelle hl. Karl Borromäus n Hohenems

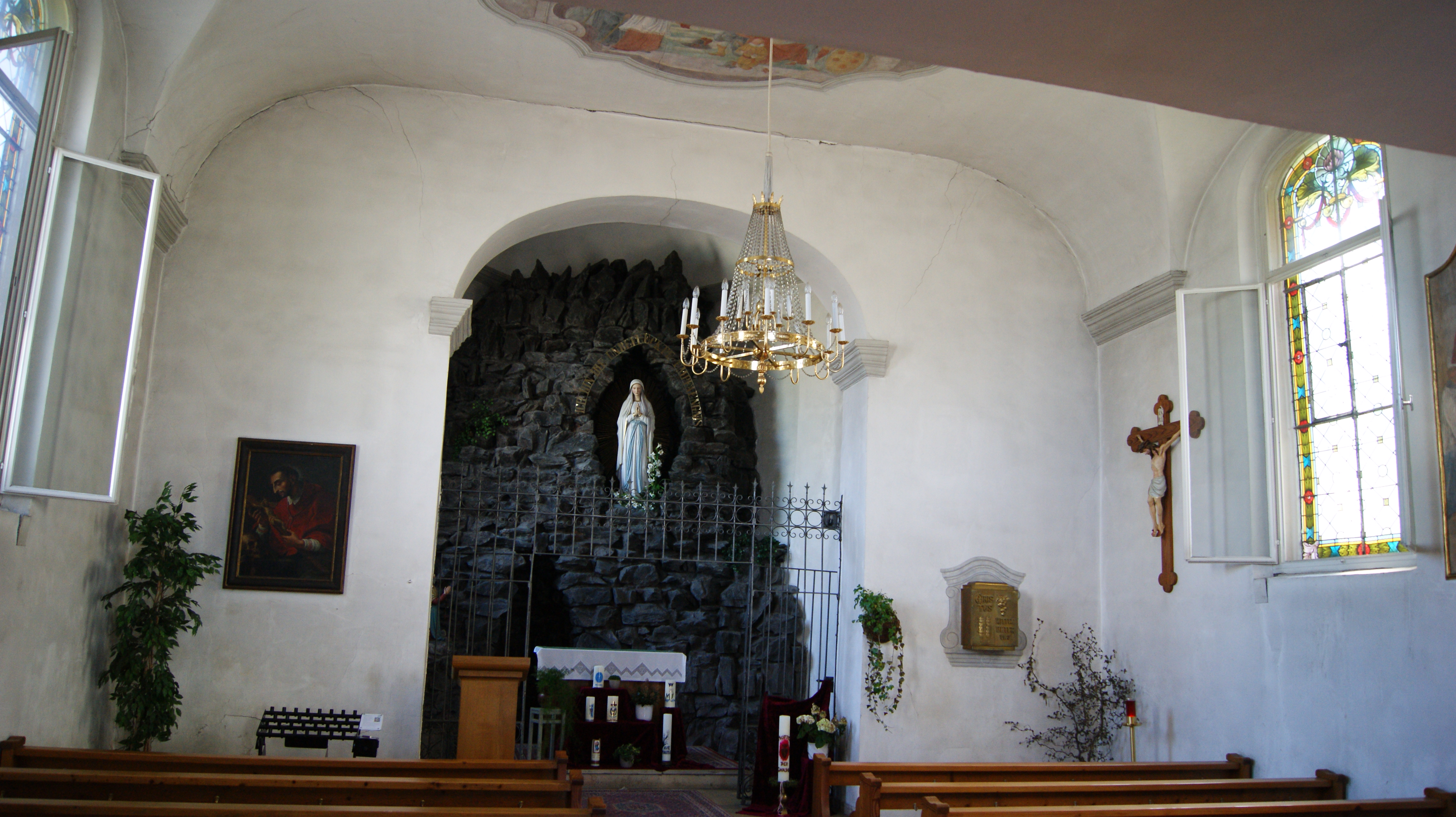
Lourdesgrotte in der Kapelle

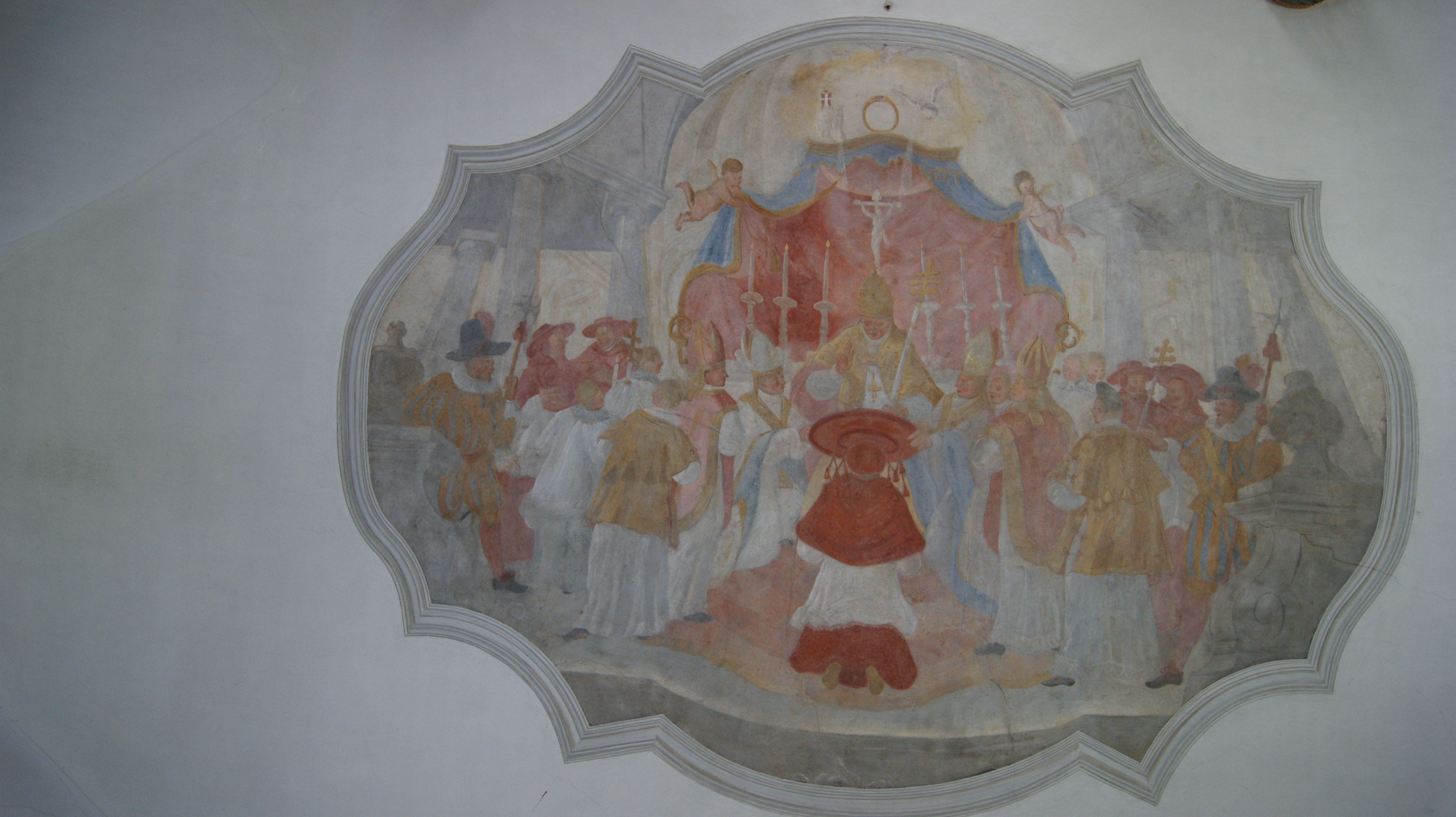
Deckengemälde

Die römisch-katholische Kapelle hl. Karl Borromäus (auch: Kapelle St. Karl) steht im Ortsteil Markt der österreichischen Gemeinde Hohenems im Bezirk Dornbirn in Vorarlberg.
Die Kapelle steht unter Denkmalschutz (Listeneintrag) und ist dem heiligen Karl Borromäus geweiht. Sie wird seelsorgerisch von der Pfarrkirche Hohenems betreut und gehört damit zum Dekanat Dornbirn in der Diözese Feldkirch.
Das Patrozinium des heiligen Karl Borromäus wird jährlich am 4. November gefeiert. Karl Borromäus ist Stadtpatron von Hohenems.

## Geschichte
Die Kapelle wurde 1617 von Kaspar von Hohenems zu Ehren seines Onkels Karl Borromäus gestiftet, der 1610 heiliggesprochen wurde. 1770 wurde sie durch Baumeister Peter Bein umgestaltet, und die heute noch sichtbaren Fresken aus dem Leben des Heiligen wurden angebracht. Mehrfach drohte der Abbruch der Kapelle. Alois Math sorgte dafür, dass die Kapelle 1826 vom Abbruch verschont wurde. Durch eine Gemeindesammlung konnte das Geld für eine Restaurierung zusammengetragen werden. 1888 wurde die Lourdesgrotte eingerichtet und am 7. Oktober 1888 von Johann Nepomuk Zobl (* 23. Jänner 1822 Schattwald; † 13. September 1907 in Feldkirch), dem Weihbischof in Brixen für Feldkirch und Generalvikar, die Muttergottes-Statue in der Pfarrkirche Hohenems geweiht. 1932 erfolgte eine weitere Renovierung. Die 1955 erfolgte Außen- und Innenrenovierung wurde aufgrund von Eigeninitiativen Hohenemser Bürger um Peter Amann durchgeführt, weil wiederum der Abbruch der Kapelle drohte. Seit 1968 findet monatlich ein evangelischer Gottesdienst statt. 1988 erfolgte nach einem Brand am 31. Dezember 1987 eine neuerliche Innenrenovierung.

## Kirchenbau

### Lage
Die Kirche (435 m ü. A.) steht im Ortsteil Markt in Hohenems auf der Parzelle St. Karl. Die Kapelle steht im Zentrum des Ortes und ist gut erreichbar.

### Bauwerk
Die Kirche ist ein nach allen Seiten freistehender, einfacher Steinbau mit etwa 10 m Giebelhöhe (Gesamthöhe mit Glockendachreiter etwa 12 m). Sie nimmt eine Fläche von 160 m² ein, das Langhaus ist etwa 11 m lang und 9 m breit. Es handelt sich um einen Bau mit annähernd rechteckigem Grundriss und eingezogenem 3⁄8-Chor in Nordost/Südwest-Ausrichtung. Nordöstlich (Altar) sind die Außenwände abgerundet.
Der sechseckige Glockendachreiter mit einem Kupfer gedeckten Zwiebelhelm befindet sich nordöstlich über dem Übergang vom Langhaus zum Chor. Das Satteldach ist mit Biberschwanzziegeln gedeckt. Oberhalb der Eingangstür befindet sich ein Rundbogenfenster, darüber ein kleines rundes Fenster. Das Langhaus weist an den Längsseiten je vier weitere Rundbogenfenster auf.
Links neben der Eingangstür befindet sich die Inschrift Humilitas (Demut) im Wappenschild mit der Wappenzier eines Kardinal-Erzbischofs, erkennbar an dem erzbischöflichen Vortragekreuz hinter dem Wappenschild und dem (in Gemälden oft scharlachroten) Kardinalshut mit 30 seitlichen Quasten (fiocchi). Oberhalb der Inschrift im Wappenschild befindet sich eine offene Blätterkrone.
Der Bau ist außen und innen weitgehend weiß verputzt.
Betraum und Altarraum sind voneinander durch einen relativ eng zusammenführenden Chorbogen deutlich abgegrenzt. Der zweijochige Betraum ist mit Gemälden aus dem Leben des hl. Karl Borromäus ausgeschmückt (Szenen aus dem Leben des Karl Borromäus: Attentat auf den Heiligen, 1589; Verleihung der Kardinalswürde durch Papst Pius IV. , 1560; Besuch in Hohenems, 1570; Geburt und Tod des Heiligen). Die Glasfenster haben am Rand farbige Elemente und Ornamente. Im Betraum finden etwa 60 Gläubige Platz.
Nach Südosten ist eine Sakristei angebaut.

## Ausstattung
Dominiert wird der Innenraum von der 1888 eingerichteten Lourdesgrotte, wobei die im Chor befindlichen Rundbogenfenster verbaut wurden. Die Einrichtung ist – abgesehen von den Gemälden und der Grotte – schlicht gehalten.
Die Kirchenbänke sind aus lackiertem Tannenholz und ebenfalls schlicht gehalten.